# Гуржос, Вадим Николаевич
Вадим Николаевич Гуржос (род. 9 сентября 1958, Кривой Рог, Днепропетровская область) — украинский общественный и государственный деятель, предприниматель.

## Биография
Родился 9 сентября 1958 года в городе Кривой Рог. Мать — Гуржос Анна Дмитриевна; отец — Гуржос Николай Иванович, был главным инженером рудника в Кривбассе, имел государственные награды и запатентованные изобретения; жена — Галина Александровна (род. 1974); сыновья: Николай (род. 1990), Матвей (род. 2008), Михаил (род. 2011); дочь Марьяна (род. 2004).
В 1980 году окончил Криворожский горнорудный институт по специальности «прикладная геодезия», маркшейдерско-шахтостроительный факультет.
В 1990 году окончил Криворожский филиал Киевского института народного хозяйства.

### Профессиональная деятельность
Трудовую деятельность начал в возрасте 21 года.
- 1979 — техник топографо-геодезических работ, предприятие 211 (Пятигорск)
- 1980—1981 — инженер Научно-исследовательского горнорудного института (Кривой Рог).
- 1981—1983 — служба в органах внутренних дел Украинской ССР.
- 1983—1990 — руководящие должности на заводе «Криворожсталь». Занимается вопросами внешнеэкономической деятельности предприятия.

### Предпринимательская деятельность
- 1990—1995 — директор/исполнительный директор представительства компании Sytco AG Switzerland на Украине. Металлургический сектор украинской промышленности. Занимался поставками украинского металла в Юго-восточную Азию.
- в 1996 году становится совладельцем ОАО «Тернопольвтормет» (Тернополь) и продолжает активно сотрудничать с металлургическими предприятиями.
- 1996—2001 — основатель и глава Украинской ассоциации металлолома.
- 1997—2001 — совладелец и глава наблюдательного Совета ОАО «ГАЛАКТОН».
- 2004—2005 — директор ООО «Химимпорт»

### Общественная деятельность
- 1997—2002 — заместитель главы Совета предпринимателей при Кабинете Министров Украины;
- 2002—2004 — Глава Совета предпринимателей при Кабинете Министров Украины;
- 2000—2004 — советник Министра экономики Украины, советник Министра промышленной политики Украины, заместитель главы апелляционного совета Государственного комитета Украины по вопросам регуляторной политики и предпринимательства.
- С 2002 года — член правления Украинского союза промышленников и предпринимателей[укр.].
- 2003—2004 — глава общественного объединения «Деловая инициатива».
- С 2014 года Глава Совета Ассоциации производителей алюминиевых изделий "Укралюминий". https://alufoil.ua/ru/совет-ассоциации/.

### Политическая деятельность
- В 2002 году, будучи главой Партии Частной Собственности, принимал участие в выборах в Верховную раду Украины в составе политического блока «Озимое Поколение».
- 2002—2009 Глава партии «Частной Собственности».
- 2006—2010 — депутат Киевской областной Совета.
- 2014 входит в список топ-10 избирательного списка партии «Сильна Україна» Сергея Тигипко.

### Государственная деятельность
2005—2006 — глава Государственной службы автомобильных дорог Украины. От начала деятельности им была предложена программа реформирования дорожной отрасли и развития дорог общего пользования по направлениям международных транспортных коридоров.
Была восстановлена и построена новая автомобильная дорога между Харьковом и Новомосковском. Был начат капитальный ремонт и строительство по направлениям международных транзитных коридоров. Для финансирования строительства введено привлечение средств под государственные гарантии от международных институций и софинансирования за счёт государственного бюджета. Начато реформирование системы управления дорогами общего пользования, разработано законодательство строительства дорог на концессионной основе.
2006—2008 — заместитель главы Киевской областной государственной администрации по вопросам промышленности и транспорта. Был одним из инициаторов проектирования и строительства Большой окружной дороги вокруг Киева.
В январе-августе 2008 года — заместитель Министра транспорта и связи Украины по вопросам подготовки транспортной инфраструктуры к чемпионату Европы по футболу 2012.
В августе 2008 года Вадим Гуржос вновь был назначен главой Государственной службы автомобильных дорог Украины. Во время финансового кризиса 2008 года занимался проблемой привлечения дополнительных средств во избежание дефолта на Украине по обязательствам Укравтодора и дальнейшего развития дорожной инфраструктуры.
В связи с изменениями в руководящем составе Украины в марте 2010 года подал в отставку. В 2010—2011 годах, по политическим мотивам, против Вадима Гуржоса было возбуждено уголовное дело, которое в дальнейшем было закрыто по причине отсутствия состава преступления.

## Награды
- орден «За заслуги» ІІІ степени (2001);
- Почётная грамота Кабинета Министров Украины (2000);
- неоднократный лауреат премии «Человек года».